# Prótesis

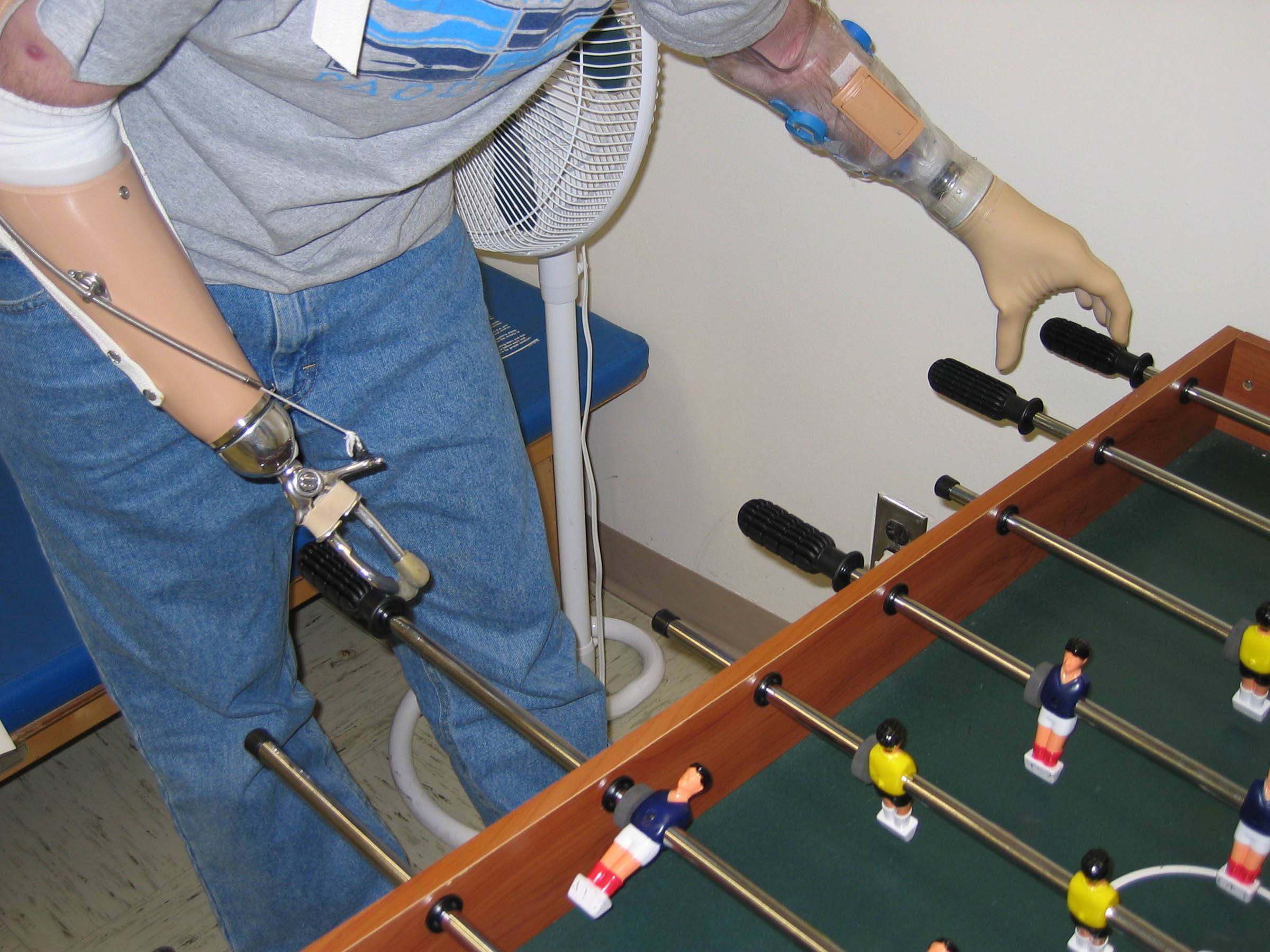
Demostración de una persona con dos miembros protésicos jugando al futbolín.

Una prótesis es una extensión artificial que reemplaza o provee una parte del cuerpo que falta por diversas razones.
Una prótesis corporal  es la que reemplaza un miembro del cuerpo, cumpliendo casi la misma función que un miembro natural, sea una pierna, un brazo, un pie, una mano, o bien uno o varios dedos. Pero existen varios otros tipos de prótesis, algunas de las cuales reemplazan funciones perdidas del cuerpo, mientras que otras cumplen funciones estéticas.
Es habitual confundir un aparato ortopédico u ortesis con una prótesis, utilizando ambos términos indistintamente. Una ortesis no sustituye total ni parcialmente a un miembro, sino que reemplaza o mejora sus funciones.

## Tipos de prótesis

### Para los miembros superiores
- prótesis mecánicas
- prótesis mioeléctricas
- prótesis cosméticas

### Otros ejemplos de prótesis
- prótesis auditiva
- prótesis cardíaca
- prótesis dental
- prótesis faciales
- prótesis genitales
- prótesis mamaria
- prótesis maxilofaciales
- prótesis oculares
- prótesis ortopédicas

## Efectos adversos de las prótesis mamarias
- Las prótesis mamarias de Poly Implant Prothèses (PIP) tienen un mayor número de roturas y de casos de inflamaciones locales.[1] El director y fundador de la empresa PIP, Jean-Claude Mas, ha sido el principal responsable de la comercialización y distribución de este tipo de prótesis mamarias. En la composición de los implantes PIP se habrían utilizado componentes químicos para la industria, que incluyen materiales altamente tóxicos como los aceites de silicona, el baysilone o el rhodorsil, que se emplean como aditivos para carburantes y para la fabricación de tubos de caucho. La trascendencia de este suceso incide en que este tipo de componentes no han sido probados suficientemente, alarmando a más de 30 000 mujeres que las llevan en el mundo, y obligándolas a cambiar la prótesis.[2]Debido a la especial fragilidad de las prótesis PIP y a la posible inflamación de los tejidos cuando el gel llega a hacer contacto con ellos, la Agencia Española de Medicamentos y Productos Sanitarios ha recomendado la explantación de las PIP, y el control médico a las personas que las lleven.[3]
- Las prótesis mamarias  con superficie texturizada, especialmente ciertos modelos de texturización más agresiva han mostrado una mayor asociación con el linfoma anaplásico de células grandes (LACG o BIA-ALCL, por sus siglas en inglés). Este hecho ha tenido un impacto significativo en la percepción de seguridad de los implantes, provocando un aumento notable de pacientes que consultan o solicitan la explantación (retirada de prótesis), incluso en ausencia de síntomas.[4]

### Indicaciones
- Síndromes neurológicos
- Genes con errores
- Agenesia
- Luxaciones
- Oncología
- Virus
- Enfermedades reumáticas
- Musculatura débil
- Enfermedades articulares
- Anormalidades musculares
- Grasa excesiva
- Anestesia patológica
- Infección bacteriana
- Nodos de tejido conectivo